# Deadpool & Wolverine
Deadpool & Wolverine är en amerikansk superhjältefilm från 2024, som är baserad på Marvel Comics karaktär Deadpool och Wolverine. Filmen är en uppföljare till Deadpool 2 från 2018 och blir den trettiofjärde filmen i Marvel Cinematic Universe (MCU). Den är regisserad av Shawn Levy, som även skrivit manus tillsammans med Rhett Reese, Paul Wernick, Zeb Wells och Ryan Reynolds. Filminspelningarna påbörjades i slutet av maj 2023 i London.
Filmen hade premiär i Sverige den 24 juli 2024, utgiven av Walt Disney Studios Motion Pictures.

## Rollista (i urval)
Källa: 

- Ryan Reynolds – Wade Wilson / Deadpool
- Hugh Jackman – James "Logan" Howlett / Wolverine
- Emma Corrin – Cassandra Nova[10]
- Morena Baccarin – Vanessa Carlysle
- Rob Delaney – Peter Wisdom
- Leslie Uggams – Blind Al
- Aaron Stanford – John Allerdyce / Pyro
- Matthew Macfadyen – Mr. Paradox[11]
- Dafne Keen – Laura / X-23
- Jennifer Garner – Elektra Natchios
- Wesley Snipes – Eric Brooks / Blade
- Channing Tatum – Remy LeBeau / Gambit
- Chris Evans – Johnny Storm / Human Torch
- Jon Favreau – Happy Hogan
- Wunmi Mosaku – Hunter B-15
- Tyler Mane – Victor Creed / Sabretooth
- Karan Soni – Dopinder
- Brianna Hildebrand – Ellie Phimister / Negasonic Teenage Warhead
- Shioli Kutsuna – Yukio
- Stefan Kapičić – Peter Rasputin / Colossus (röst)
- Randal Reeder – Buck
- Lewis Tan – Shatterstar
- Blake Lively – Lady Deadpool (röst)
- Inez Reynolds – Kidpool
- Olin Reynolds – Babypool
- Nathan Fillion – Headpool (röst)
- Matthew McConaughey – Cowboypool
- Henry Cavill – Cavillrine (cameo)